# Marko Perović (ur. 1972)
Marko Perović (cyr.: Марко Перовић, ur. 24 marca 1972 w Leskovacu) – serbski piłkarz występujący na pozycji pomocnika. Reprezentant Jugosławii. Trener piłkarski.

## Kariera klubowa
Perović karierę rozpoczynał w sezonie 1988/1989 w zespole FK Dubočica, w trzeciej lidze jugosłowiańskiej. W 1990 został graczem pierwszoligowej Vojvodiny. Jej barwy reprezentował przez cztery sezony, a potem odszedł do Crvenej zvezdy. W sezonie 1994/1995 zdobył z nią mistrzostwo Jugosławii oraz Puchar Jugosławii.
W 1995 Perović przeszedł do włoskiego US Cremonese. W Serie A zadebiutował 27 sierpnia 1995 w przegranym 1:4 meczu z Juventusem. W sezonie 1995/1996 wraz z Cremonese spadł do Serie B. W 1997 przeniósł się do holenderskiego Vitesse. W Eredivisie pierwszy raz wystąpił 19 sierpnia 1997 w przegranym 0:5 spotkaniu z Ajaksem. W sezonie 1997/1998 zajął z zespołem 3. miejsce w Eredivisie.
Pod koniec 1998 Perović został zawodnikiem hiszpańskiego Sportingu Gijón z Segunda División. Grał tam do końca sezonu 1999/2000. Następnie występował w Austrii Wiedeń oraz FK Rad, a w 2002 przeszedł do włoskiej Ankony, grającej w Serie B. W sezonie 2002/2003 wywalczył z nią awans do Serie A. Na początku 2004 odszedł jednak stamtąd do drugoligowego SSC Napoli. W kolejnych latach grał też w zespołach Serie C1 – US Grosseto oraz AC Pistoiese, a także drużynach z niższych klas rozgrywkowych – Castellanie, Leoncelli, Sant’Angelo oraz Casalbuttano. W 2010 zakończył karierę.

## Kariera reprezentacyjna
W reprezentacji Jugosławii Perović zadebiutował 31 marca 1995 w wygranym 1:0 towarzyskim meczu z Urugwajem. W latach 1995–1996 w drużynie narodowej rozegrał dwa spotkania.